# Batallón de Inteligencia 121
El Batallón de Inteligencia 121 (B Icia 121) es una unidad táctica de la tropa de inteligencia del Ejército Argentino con asiento en Curuzú Cuatiá y con dependencia orgánica de la 1.ª División de Ejército.

## Reseña
En junio de 2019 esta unidad táctica participó del ejercicio de operaciones interagenciales de protección del medio ambiente, realizada en la provincia de Corrientes en el marco de una reunión de la Conferencia de Ejércitos Americanos.
En julio de 2023 participó del ejercicio de planeamiento "Héroes Correntinos" realizado en la provincia de Corrientes por la 1.ª División de Ejército junto con el Estado Mayor Conjunto, la Armada y la Fuerza Aérea.